# Educatore per la prima infanzia
L'educatore per la prima infanzia è quel professionista che si occupa di educazione, in particolare rivolta a bambini aventi un'età compresa tra gli zero e i tre anni e alle loro famiglie. Questa figura per svolgere il proprio compito educativo si avvale di una formazione universitaria, che fornisce l'abilitazione a lavorare con bambini in questa fascia d'età.
La concezione dell'infanzia, ha subito nei secoli molte trasformazioni, e sono stati molti gli studiosi che si sono occupati studiare ed elaborare dei nuovi metodi educativi sempre più efficaci e innovativi, che ponessero al centro dell'educazione i bambini fin dalla tenera età.

## Storia

### Dal medioevo all'età contemporanea
La concezione di infanzia nel Medioevo era molto diversa da moderna, e di conseguenza anche la figura dell’educatore. Nel Medioevo, il bambino non veniva considerato una persona a tutti gli effetti, questo periodo era visto come insignificante e immeritevole di attenzione. L’adulto accudiva il bambino soddisfacendone i bisogni fisiologici. 

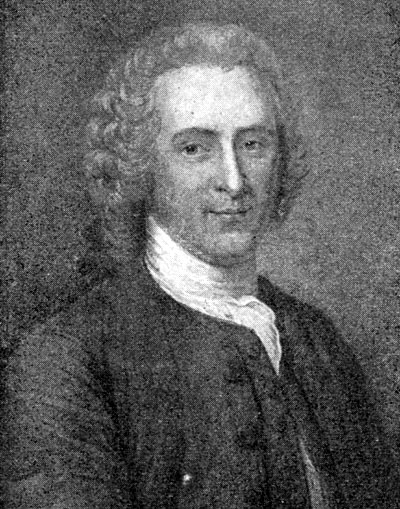
Jean-Jacques Rousseau

Prevalentemente il bambino poteva essere guardato secondo due punti di vista: poteva essere considerato un dono dalle famiglie benestanti che possedevano il denaro per prendersene cura o un peso dalle famiglie che non avevano i mezzi per occuparsene, incentivando anche il maltrattamento. L’atteggiamento di disinteresse e indifferenza per l’infanzia dei bambini persistette per lungo tempo. Uno degli studiosi che ha contribuito a concentrare l’attenzione sulla fase dell’infanzia e sull’importanza di un buon educatore che si prenda cura del bambino è stato Jean-Jacques Rousseau nel Settecento. Con la sua opera Emilio o dell'educazione ha definito le caratteristiche di quello che lui riteneva un buon educatore, identificandolo in una figura che concedesse al bambino di sperimentare la sua spontaneità senza correggere i suoi sbagli e senza imporre regole, ma lasciandolo alla libera scoperta del mondo.
Un importante contributo alla rinnovazione del concetto di infanzia venne dagli studi di J. Dewey che con il suo libro Il mio credo pedagogico, pubblicato nel 1897, contribuì a rinnovare l’idea di infanzia e a riscoprire il valore di un equilibrato sviluppo. Egli attuò una totale rivoluzione della pedagogia, considerando l’educazione del bambino come una vera e propria responsabilità da parte di chi se ne prende cura.
Nello stesso periodo si svilupparono anche le teorie di Steiner, fondatore dell’antroposofia e delle scuole Waldorf, basate sull’idea che l’uomo sia un insieme di corpo, anima e spirito. Egli definiva l’educazione come un’arte che l’educatore doveva impegnarsi ad imparare. Per lui l’educatore avrebbe dovuto cercare di assecondare lo sviluppo naturale dell’alunno e allo stesso tempo prendere iniziative personali nella sua educazione. Secondo le sue indicazioni ogni educatore dovrebbe impegnarsi ad educare per primo sé stesso, solo così potrebbe imparare dagli educandi stessi.

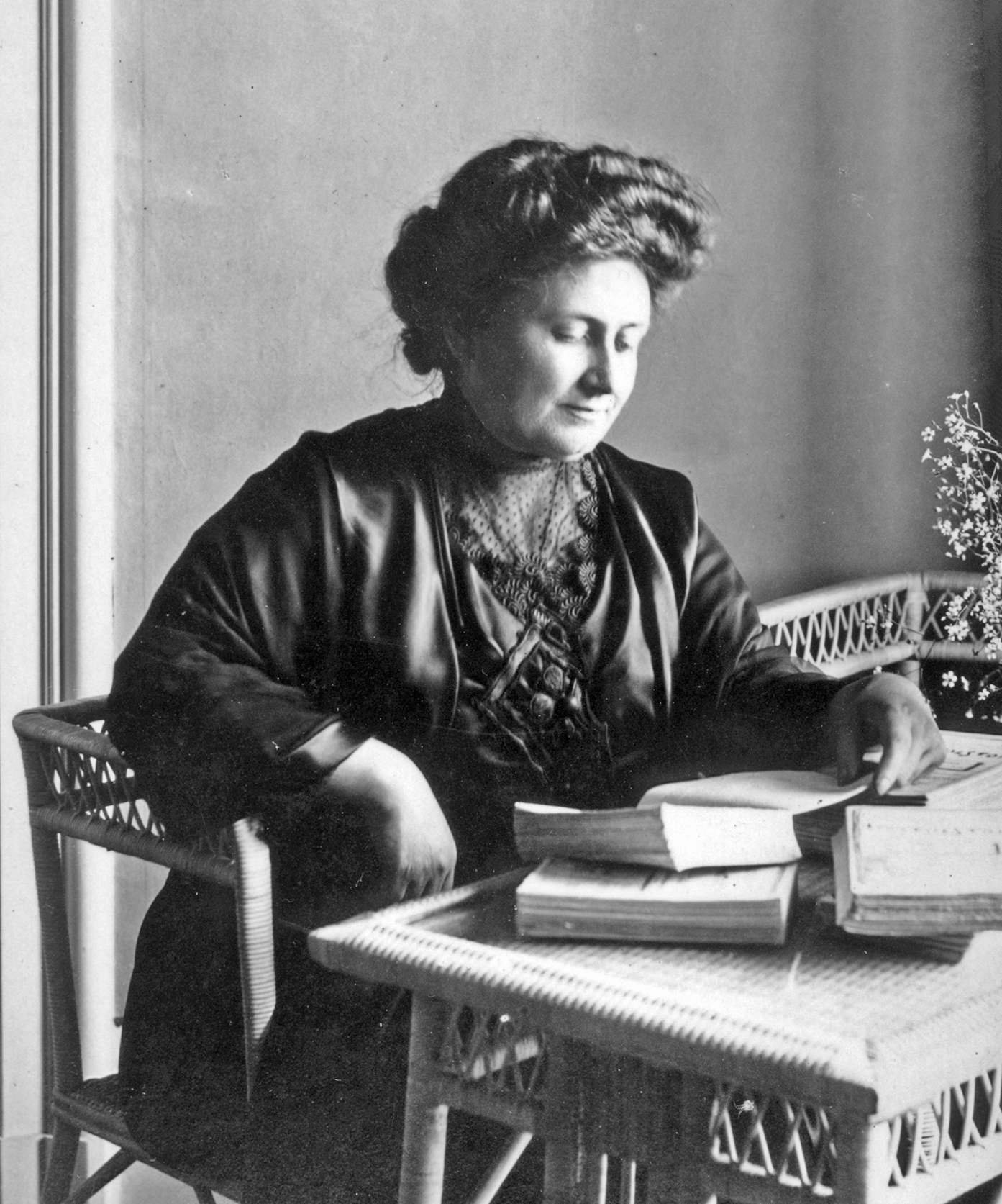
Maria Montessori

Parlando di educazione e di educatori non si può non citare Maria Montessori, che nei primi del Novecento elaborò un metodo educativo innovativo, valido e utilizzato tutt’oggi in tutto il mondo, cui diede il suo nome: Metodo Montessori. La Montessori sosteneva che fosse necessario un nuovo approccio, di tipo scientifico, nel campo dell’educazione. Il metodo montessoriano parte dal presupposto che l’allievo debba essere libero di sperimentare e di manifestare la propria creatività, pur sempre seguendo una certa disciplina, stimolando abilità e attitudini già proprie dei bambini. Mirava a fornire ai bambini le risorse per imparare in maniera autonoma, ma l’aspetto più interessante del suo metodo consisteva nel creare un ambiente il più possibile accogliente e adeguato alle necessità del bambino, in cui questo potesse esprimersi nel modo più consono.
Le teorie sulla psicanalisi di Freud hanno contribuito poi a concentrare l’attenzione su come molti problemi psichici dell’adulto siano causati da traumi subiti durante l’infanzia. Questa fase della vita inizia ancora più a configurarsi come determinante per uno sviluppo sereno e armonico dell’adulto. Alla luce di ciò, la figura dell’educatore assume un ruolo sempre più rilevante come accompagnatore, guida, e supporto nella crescita e nello sviluppo del bambino.

### Dagli anni novanta ai primi anni del duemila
Educare non è solo un compito che deve essere svolto dalla famiglia o dalla scuola, bensì da tutte quelle istituzioni formali e non formali in cui il bambino o ragazzo opera. L’educazione ormai non si basa solo sull'impartire norme e valori da parte di chi sta a contatto con il discente, basti pensare a come sono ad esempio strutturate a livello fisico le aule scolastiche e l’importanza che riveste un ambiente caloroso e accogliente. Ci sono quindi stati molti cambiamenti nei metodi educativi non riferiti solo alle pratiche.

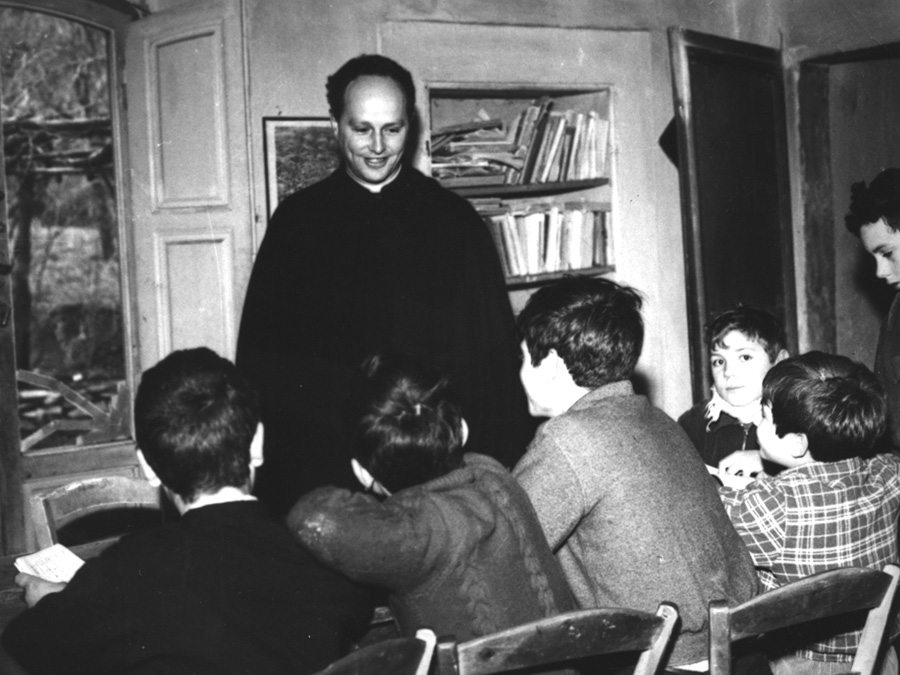
Don Milani - La Scuola di Barbiana

Promotori di questo cambiamento sono state figure come quelle di Maria Montessori e di don Lorenzo Milani.
Quest’ultimo scrisse il libro Lettere a una professoressa, la figura di don Milani è molto importante poiché con l’istituzione della scuola di Barbiana, ha dato la possibilità a chiunque di poter studiare e raggiungere un buon livello culturale, soprattutto è fondamentale sottolineare che nessun veniva lasciato indietro si può dire che era la scuola degli ultimi aperta per coloro che venivano respinti da altre scuole.  Oltre al puro studio sui libri o mnemonico gli alunni svolgevano anche altre attività. All'interno dell’istituto della scuola di Barbiana vi è la frase “I care”, questo per sottolineare che è importante prendersi cura degli altri, anche e soprattutto quando sono più deboli o sfortunati.
Come don Milani, analogamente, anche il pedagogista Paulo Freire si è schierato dalla parte degli ultimi, scrivendo un libro intitolato la pedagogia degli oppressi, centrale nella visione che ha Freire dell’educazione è il riconoscimento da parte dei discenti di ciò che li circonda, è secondo lui fondamentale comprendere bene la realtà e non viverla come cittadini passivi come invece troppo spesso accade, senza rendersi conto che le cose accadono senza che noi possiamo esserne veramente consapevoli e senza quindi riuscire a controllare gli eventi.
A partire dagli anni duemila il tema dell’educazione della prima infanzia divenne sempre più centrale, proprio nel 2000 a Dakar, durante il forum mondiale dell’educazione, sono stati stilati quelli che dovevano essere gli obiettivi, riguardanti l’educazione della prima infanzia, da raggiungere entro il 2015 in diversi Paesi del mondo. Questi obiettivi facevano riferimento alla presa in carico da parte dei diversi Paesi di tutti coloro che hanno bisogno di un’istruzione, ponendo l’attenzione in maniera particolare sui bambini e i giovani più svantaggiati e con più difficoltà ed espandendo pian piano l'istruzione obbligatoria a livello mondiale. Nel 2015 gli obiettivi di Dakar sono stati raggiunti solo in parte, per quanto riguarda la prima infanzia sicuramente c’è stato un aumento di alfabetizzazione ma d’altro canto i bambini e ragazzi con più difficoltà, di qualunque genere, non sono stati seguiti e guidati nella maniera corretta, gli ultimi sono rimasti ultimi. Visto che gli obiettivi che erano stati prefissati non sono stati raggiunti, la data del raggiungimento è stata posticipata al 2030.
Negli anni sessanta è stato brevettato da un’idea di Loris Malaguzzi, a Reggio Emilia, l’approccio Reggiano, questo metodo risulta ancora molto utilizzato. Partendo dall’Italia si diffuse ben presto anche in altri Paesi. Questo metodo viene utilizzato con i bambini di età compresa tra i 0 e i 6 anni. Centrale è l’utilizzo della tecnologia come fonte di apprendimento, poiché si parte dal presupposto che i bambini debbano conoscere gli strumenti e i mezzi che li circondano. L’approccio Reggiano sottolinea la centralità del bambino e l’importanza per questo di fare nuove esperienze e nuove scoperte sperimentandosi e scoprendo pian piano quelli che sono i suoi punti di forza e le criticità, in maniera tale da poter lavorare per migliorarsi. La collaborazione della scuola con le famiglie dei bambini è fondamentale, queste ultime sono molto coinvolte. La svolta principale che differenzia questo approccio dai percorsi tradizionali riguarda il fatto che ai bambini non vengano assegnati compiti da svolgere in autonomia, i compiti e le prove vengono costruite dagli alunni congiuntamente con l’insegnante. Questo approccio è stato messo in atto in centoventi Paesi nel mondo.

## Formazione
L’educatore per la prima infanzia è una figura professionale qualificata che lavora nel contesto pubblico o privato 0-3 anni in diverse strutture e sempre più si sta affermando rispetto al passato. Cura sia il benessere dei bambini sia le relazioni con le famiglie. Oltre a essere protagonista dell’educazione dei bambini, può collaborare alla formazione dei genitori con incontri o divulgazione di informazioni utili alla crescita del bambino e allo sviluppo armonico. Per esercitare tale professione, in Italia, l'educatore si avvale della formazione specifica con corsi di studio di laurea triennale in Scienze dell’educazione e della formazione (L19) oppure con specifici corsi di studio di istruzione tecnica e professionale, purché conseguiti entro il 31 maggio 2017.

### Insegnamenti caratterizzanti nella formazione dell'educatore 0-3 anni
Gli insegnamenti caratterizzanti del corso di laurea sono pedagogia; psicologia; psichiatria; pediatria; metodologia del gioco e dell’animazione; progettazione e valutazione educativa; educazione al corpo e al movimento; sociologia; geografia e storia sociale; elementi di diritto pubblico e quanto concerne i minori. Insegnamenti a scelta. L’educatore o educatrice cura l’inserimento del bambino/a nel contesto educativo e organizza con le altre figure professionali le attività ludiche atte a sviluppare la creatività, la fantasia, la socializzazione e autonomia del bambino. Oltre a curare questi interventi pone molta attenzione anche agli spazi in cui si svolgono le attività affinché siano adeguate e a misura di bambino. Per quanto riguarda la formazione in Italia, gli educatori in possesso della laurea triennale possono partecipare a corsi di perfezionamento e/o master di primo livello per specializzarsi in alcuni ambiti.

### Lauree magistrali, master e corsi di perfezionamento in Italia
I corsi di laurea magistrale attinenti a questo corso di laurea sono forniti dalle università degli studi di Padova, Firenze, Verona:
- Management dei servizi educativi e della formazione continua (LM 50)[21][22]
- Scienze dell’educazione degli adulti e della formazione continua (LM 57)[23][24];
- Scienze pedagogiche (LM 85)[25][26];
- Teorie e metodologie dell’e-learning e della media education (LM 93)

Alcuni dei master e corsi di perfezionamento disponibili per approfondire queste tematiche sono:	
- Master di primo livello in "Bambini, libri e letture: itinerari per la formazione di professionalità educative per l'infanzia (0-6 anni)"[27]
- Master di primo livello in “Coordinamento Pedagogico di Nidi e Servizi per l'Infanzia 0-6”[28]
- Corso di perfezionamento in "Didattiche per lo sviluppo cognitivo e motorio con bambini da 0 a 6 anni"[29]
- Corso di perfezionamento in "Progettazione evidence based di attività fisica nei parco giochi scolastici"[29]

## Lavoro

### Ambiti di intervento
L'educatore per la prima infanzia può sia essere assunto come dipendente che prestare servizio come lavoratore autonomo e può lavorare sia in ambito pubblico che in ambito privato.

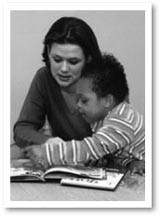

I servizi in cui può operare sono molteplici:
- nidi d’infanzia
- nidi aziendali
- centri infanzia
- micronidi
- sezioni primavera
- baby parking
- ludoteche
- centri per bambini e genitori
- comunità mamma-bambino
- comunità per minori
- servizi dedicati alla famiglia e al sostegno della genitorialità
- ambito giudiziario (quando è coinvolto un minore).[30]

### Normative
La Legge 205, pubblicata nella Gazzetta Ufficiale n. 302 del 29.12.2017 ed entrata in vigore il 01.01.2018, nota anche come Legge Iori (dal nome dell'Onorevole Vanna Iori) norma la figura dell'educatore professionale socio-pedagogico, prevedendo che tale professionista consista in colui che ha conseguito la laurea triennale in Scienze dell’educazione e della formazione (L19). Tutti coloro che non possiedono questo titolo e lavorano in servizi educativi dovranno aggiornare il loro titolo di studio nelle modalità previste dalla legge. La legge per quanto riguarda il lavoro educativo nei nidi d'infanzia prevede che coloro che sono in possesso di laurea L19 oppure dei diplomi di istruzione professionale e tecnica specificamente destinati alla formazione degli educatori d’infanzia conseguiti entro 31 maggio 2017, possano continuare a lavorare nei servizi per l’infanzia. Dal 2020, con l'adeguamento delle università, la specializzazione nella prima infanzia sarà necessaria.
L'educatore professionale socio-pedagogico è riconosciuto a livello europeo, situandosi al livello 6 del Quadro europeo delle politiche per l’apprendimento permanente.

### Compiti dell'educatore
L'educatore per la prima infanzia ha il compito di conoscere i bambini di cui si prende cura per individuarne i punti di forza e di debolezza e condurli verso la migliore versione di loro stessi. L'educatore dunque accoglie le richieste e i bisogni dei piccoli, rispondendo nella maniera più opportuna e instaurando una relazione di salda fiducia reciproca sia con lui che con la sua famiglia.

#### Progettazione
L'educatore per la prima infanzia si occupa di progettare le proposte/attività della giornata, prestando particolare cura a selezionare i materiali da utilizzare e gestendo adeguatamente il tempo e gli spazi a disposizione, al fine di soddisfare le necessità dei bambini e far evolvere le loro capacità. L'educatore deve anche prestare particolare attenzione a offrire il giusto spazio e un'adeguata cura alle routine, al fine di garantire l’accudimento e il benessere fisico del bambino durante l'arco di tutta la giornata.

#### Osservazione
L'educatore per la prima infanzia osserva i bambini che gli sono affidati in maniera il più possibile oggettiva, ma mettendosi in una relazione empatica con il soggetto, cercando di capire perché sta svolgendo una determinata azione e qual è la sua modalità di relazionarsi con soggetti, oggetti ed eventi.
Per fare questo l'educatore può avvalersi di strumenti di supporto quali griglie di osservazione, protocolli aperti, foto, video e registrazioni audio.

#### Documentazione
L'educatore per la prima infanzia ha il compito di documentare i processi che si verificano nel momento delle proposte/attività, in quanto attraverso essi potrà conoscere meglio il soggetto di cui si prende cura e rendere visibili i suoi progressi. La documentazione consiste in una raccolta organizzata di foto, video, verbalizzazioni e tracce del bambino che danno senso a ciò che egli svolge durante le proposte/attività progettate dall'educatore. Dunque essa ha la funzione di rendere espliciti gli obiettivi pedagogici verso cui l'azione educativa sta tendendo.

#### Valutazione
La valutazione ha un ruolo importante per un educatore, in quanto è quella componente che rende possibile un'attenta e adeguata riprogettazione: sulla base di quanto osservato e documentato in precedenza, egli individua punti di forza, punti di debolezza e direzioni future da intraprendere per la progettazione degli interventi successivi. Attraverso questo processo viene garantita un'ottica di continuità educativa consapevole e non estemporanea o improvvisata. 
È importante che nel processo di valutazione l'educatore non esprima giudizi di valore, ma si limiti ad una valutazione oggettivamente qualitativa di ciò che è o non è risultato efficace.

#### Relazione con le famiglie
L'obiettivo di creare una solida relazione sin dal primo incontro con il bambino e i suoi genitori viene perseguito dall'educatore attraverso un'attenta progettazione delle modalità di ambientamento dei bambini, tenendo conto sia delle esigenze della struttura che quelle della nuova famiglia. Affinché la relazione con il bambino si consolidi al meglio infatti è fondamentale che i genitori abbiano fiducia negli educatori e che collaborino per creare una forte alleanza educativa e condivisione d'intenti.

#### Gruppo di lavoro
L'educatore non opera da solo, ma è parte di un gruppo di lavoro, detto équipe educativa, nel quale rientrano i colleghi, gli operatori ausiliari e il pedagogista/coordinatore, figure con le quali dialoga quotidianamente e si confronta periodicamente per orientare al meglio il suo lavoro.
L'intera équipe educativa aderisce al Progetto Educativo della struttura, il quale contiene la visione pedagogica della struttura e le sue componenti organizzative.

#### Aggiornamento e Formazione
L'educatore per la prima infanzia ha il dovere di aggiornarsi in modo continuo, sia attraverso corsi di formazione che corsi di aggiornamento, i quali devono essere necessariamente tenuti da esperti.
Oltre a ciò, egli deve costantemente possedere un'attitudine riflessiva e consapevole di sé, nell'ottica di sapere, saper fare e saper far fare, saper essere e saper divenire.

#### Territorio
L'educatore collabora anche col territorio per condividere con la comunità il lavoro svolto con i bambini appartenenti ad essa. Risulta molto importante infatti che i bambini si percepiscano come parte di una comunità e che il territorio si interessi ai suoi piccoli futuri cittadini.